# 朱鳳標
朱鳳標（1800年—1873年），字桐軒，號建霞，浙江蕭山人，祖籍江浙婺源（今江西），清朝政治人物、榜眼。

## 生平
朱鳳標於道光八年（1828年）鄉試中舉。道光十二年（1832年）中進士一甲第二名（榜眼），授翰林院編修。道光十九年（1839年）入直上書房，既而督湖北學政。道光二十一年（1841年）授國子監司業，迁侍講庶子。道光二十四年（1844年）擢侍讀學士。次年，奉命教授皇七子讀書，講習勤懇，閱十五年如一日，遷内閣學士兼禮部侍郎。道光二十六年（1846年）攝户部右侍郎。次年，遷兵部右侍郎，旋調户部右侍郎。咸豐四年（1854年）授刑部尚书。咸豐六年（1856年）加太子少保，調兵部，復調户部。咸豐八年（1858年）充順天鄉試副考官，後發生戊午科場案，朱鳳標亦受牽連，被罷官去職。次年，賞翰林院侍講學士銜，仍入上書房。未幾，授大理寺少卿，薦通政司、左副都御史，署刑部右侍郎，遷兵部尚書。咸豐十一年（1861年）調吏部，旋充上書房總師傅，授工部尚書，充经筵講官。同治七年（1868年）正月，以吏部尚書協辦大學士兼翰林院掌院学士。不久，拜體仁閣大學士，管理吏部。仕道光、咸豐、同治三朝，為官廉正，聲望卓著，通軍務。太平天國動亂，力主防剿；第二次鴉片戰爭時，極力主戰。同治十二年（1873年）卒，贈太子太保，諡文端。

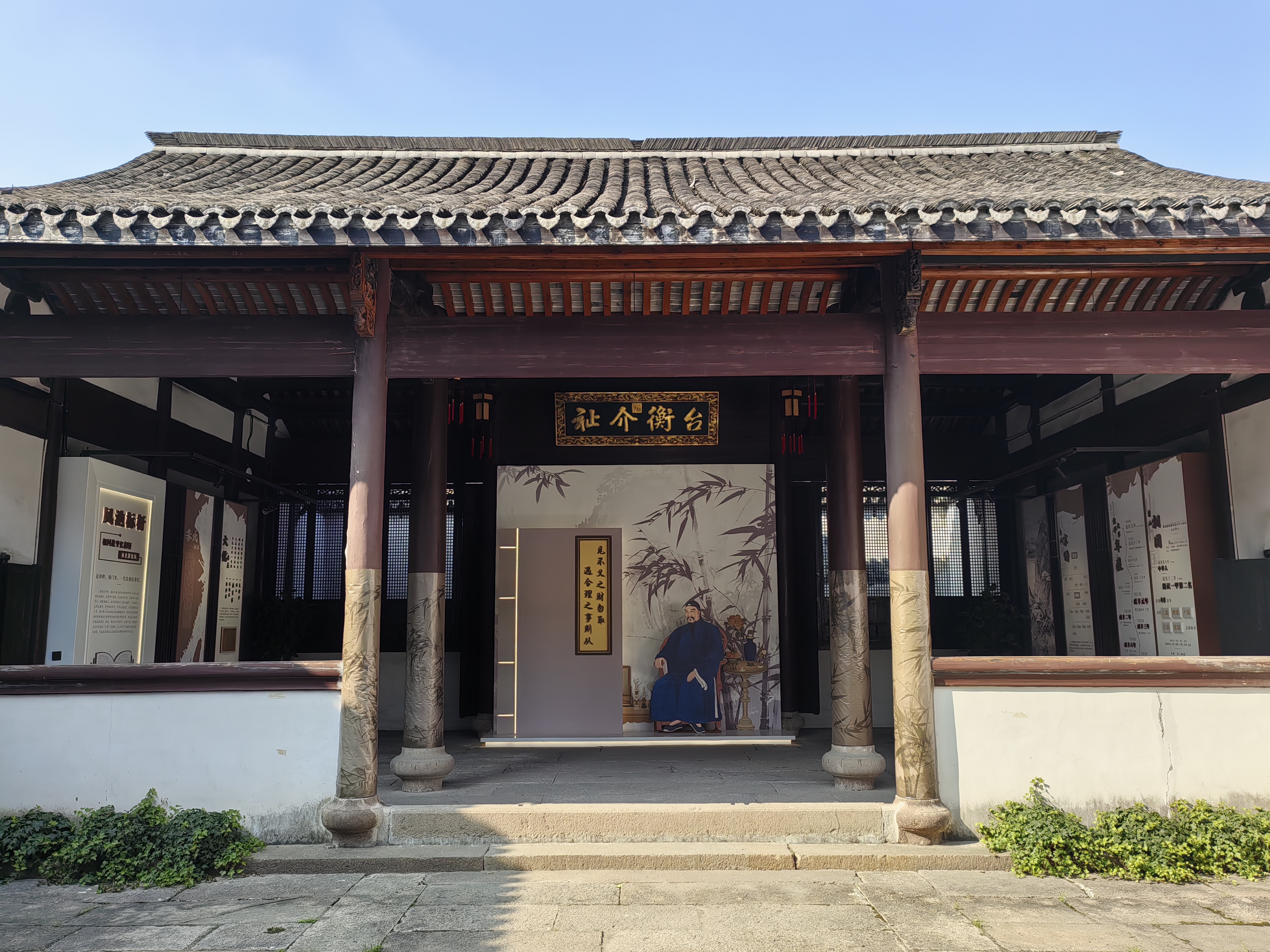
浙江省杭州市萧山区的朱凤标故居
朱鳳標所書元朝倪瓒《题王叔明巖居高士图》及落款，收藏於朱凤标故居

## 延伸阅读
[在维基数据编辑]
 《清史稿·卷390》，出自趙爾巽《清史稿》
 在维基共享资源阅览影像